# Kapuzinerberg
Kapuzinerberg är ett berg i Österrike.   Det ligger i distriktet Salzburg Stadt och förbundslandet Salzburg, i den centrala delen av landet, 250 km väster om huvudstaden Wien. Toppen på Kapuzinerberg är 636 meter över havet, eller 205 meter över den omgivande terrängen. Bredden vid basen är 3,4 km.
Terrängen runt Kapuzinerberg är kuperad åt sydost, men åt nordväst är den platt. Runt Kapuzinerberg är det ganska tätbefolkat, med 83 invånare per kvadratkilometer.. Närmaste större samhälle är Salzburg, 1,1 km sydväst om Kapuzinerberg.
I omgivningarna runt Kapuzinerberg växer i huvudsak blandskog.